# Anastassija Igorewna Tokarewa
Anastassija Igorewna Tokarewa (geborene Kusnezowa; russisch Анастасия Игоревна Токарева, geb. Кузнецова, wiss. Transliteration Anastasija Igorevna Tokareva geb. Kuznecova; * 31. Dezember 1986 in Weimar) ist eine russische Biathletin.
Anastassija Tokarewa gab ihren internationalen Einstand im Rahmen der Junioren-Europameisterschaften 2005 in Nowosibirsk, wo sie Fünfte des Einzels wurde und mit der russischen Staffel die Goldmedaille gewann. Kurz darauf startete sie erfolgreich auch bei der Junioren-Weltmeisterschaft in Kontiolahti. Im Sprint wie auch mit der Staffel gewann sie in Finnland Bronzemedaillen, in der Verfolgung verpasste sie eine weitere Medaille als Viertplatzierte nur knapp. Zur Saison 2005/06 begann Kusnezowa auch im Junioren-Europacup zu laufen und erreichte mehrfach Top-Ten-Resultate. Wenig erfolgreich war die Junioren-Europameisterschaft 2006 in Langdorf. Bis 2007 lief sie weiter im Europacup der Junioren, beste Resultate wurden vierte Plätze.
Seit der Saison 2007/08 tritt Tokarewa im Biathlon-Europacup an. Ihr erstes Rennen lief sie in Obertilliach und wurde dort 17. des Einzels. Erfolgreich nahm sie an den Sommerbiathlon-Weltmeisterschaften 2008 in der Haute-Maurienne teil. Bei den Wettkämpfen auf Skirollern gewann sie sowohl im Sprint als auch in der Verfolgung die Bronzemedaillen. Nächstes Großereignis wurden für die Russin die Biathlon-Europameisterschaften 2009 in Ufa. Im Sprint gewann sie die Bronzemedaille, Silber mit der Staffel und in der Verfolgung lief sie auf Platz zehn. Im ersten Einzelrennen der Biathlon-Weltmeisterschaften 2011 in Chanty-Mansijsk, dem Sprint, wurde sie überraschend statt der erfahreneren Swetlana Slepzowa eingesetzt und kam so zu ihrem ersten Weltmeisterschafts- und Weltcup-Einsatz, den sie auf Platz 47 beendete.